# La Coma (Orís)
La Coma és una masia a tocar del Castell d'Orís (Osona). Casal a quatre vessants, orientat a migdia. A les quatre bigues que fan escaire hi ha tallats uns carots. A la façana principal hi ha un portal adovellat que dona pas a l'entrada, la llinda de la qual està datada el 1711. Al costat del portal hi ha un grup de pedres amb tres graons que antigament s'utilitzaven per pujar a cavall. Té dues llices, una a la part de migdia i l'altra a ponent. Estan construïdes amb pedra i totxanes. A l'entorn proper hi ha nombroses dependències: vuit masoveries. A la part del darrere hi ha una capella dedicada al Sagrat Cor.
Existeix un fons de pergamins que donen constància de l'existència de la Coma des del segle x. A l'interior de la casa es conserva un arbre genealògic que s'inicia el 1530 fins al 1850. Com es pot observar en el nom del propietari, el llinatge es va extingir.